# Frank-Otto Schenk

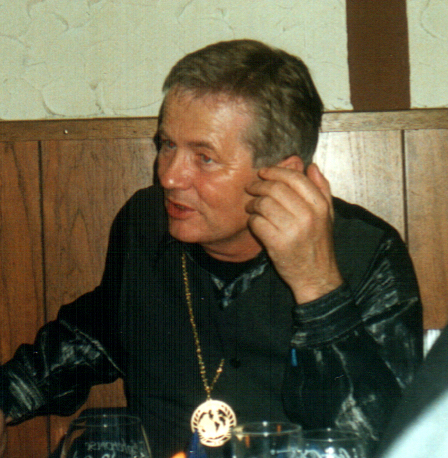
Frank-Otto Schenk (1997)

Frank-Otto Schenk (* 10. Oktober 1943 in Kuckerneese; † 10. März 2020), auch Frank Schenk oder F. O. Schenk, war ein deutscher Schauspieler, Hörspielsprecher, Synchronsprecher und Synchronregisseur.

## Leben
Frank-Otto Schenk absolvierte seine Schauspielausbildung an der Schauspielschule „Ernst Busch“ in Ost-Berlin. Danach spielte er von 1965 bis 1973 als festes Ensemblemitglied am Volkstheater Rostock und von 1985 bis 1988 am Ost-Berliner Theater im Palast (TiP). Von 1964 bis 2019 wirkte Schenk als Schauspieler vor der Kamera in mehr als 90 Film-und-Fernsehproduktionen mit, wobei er allerdings, bis auf wenige Ausnahmen, zumeist in einer Nebenrolle besetzt war. Im Jahr 1988 reiste Schenk von der DDR nach West-Berlin aus.
Schenk war auch umfangreich als Synchronsprecher tätig. Bekannt wurde er vor allem als deutsche Stimme von Dr. Frasier Crane (Kelsey Grammer) aus der Serie Frasier und als deutsche Feststimme von Eugene Levy (u. a. in der American-Pie-Filmreihe), Commander Chakotay (Robert Beltran) in Raumschiff Voyager und Harry Pearce (Peter Firth) in Spooks – Im Visier des MI5. Zudem lieh er dem US-amerikanischen Schauspieler Giancarlo Esposito in der Rolle des kriminellen Restaurantbesitzers Gustavo Fring von 2009 bis 2011 in der Fernsehserie Breaking Bad sowie in der dritten Staffel von dessen Prequel Better Call Saul seine Stimme.
Auch hörte man ihn in diversen Kinder- und Jugendproduktionen. 
So lieh er von 1991 bis 1992 dem Kater und einem der Hauptfeinde der Rettungstruppe Al Katzone in der Zeichentrickserie Chip und Chap – Die Ritter des Rechts seine Stimme. Von 2002 bis 2012 sprach er in der Zeichentrickserie SpongeBob Schwammkopf den Vater der gleichnamigen Hauptfigur. Bekannt wurde er auch als Sprecher von Don Creech in der Rolle des fiesen Chemielehrers Mr. Timothy Sweeney in der Comedyserie Neds ultimativer Schulwahnsinn von 2006 bis 2008. 
Schenk zog sich 2018 von seiner Arbeit als Synchronsprecher zurück und musste aufgrund von gesundheitlichen Problemen unter anderem seine Rolle bei Better Call Saul als Gustavo Fring nach nur einer Staffel an Oliver Siebeck abgeben. Er starb am 10. März 2020 im Alter von 76 Jahren.

## Filmografie
- 1966/1971: Der verlorene Engel
- 1968/1987: Die Russen kommen
- 1969: Zeit zu leben
- 1972: Die Legende von Paul und Paula
- 1972: Die lieben Mitmenschen (TV-Serie)
- 1973: Eva und Adam (TV-Vierteiler)
- 1974: Die eigene Haut (Fernsehfilm)
- 1975: Die Seefee (TV-Film)
- 1975: Mein blauer Vogel fliegt
- 1975: Ikarus
- 1976: Soviel Lieder, soviel Worte
- 1976: Umwege ins Glück (TV)
- 1979: Addio, piccola mia
- 1979: Karlchen, durchhalten
- 1980: Archiv des Todes (TV)
- 1980: Meines Vaters Straßenbahn (Fernseh-Zweiteiler)
- 1981: Adel im Untergang (TV)
- 1981: Furcht und Elend des Dritten Reiches (TV)
- 1982: Alexander der Kleine
- 1984: Front ohne Gnade (TV)
- 1984: Hälfte des Lebens
- 1985: Die dritte Frau (Fernseh-Zweiteiler)
- 1986: Treffpunkt Flughafen (TV-Serie)
- 1986: Offiziere
- 1986: Das Gesellenstück (TV)
- 1987: Bebel und Bismarck (Fernseh-Dreiteiler)
- 1988: Hannes
- 1988: Polizeiruf 110: Der Mann im Baum (TV-Reihe)
- 1988: Polizeiruf 110: Still wie die Nacht (TV-Reihe)
- 1988: Polizeiruf 110: Flüssige Waffe (TV-Reihe)
- 1989: Polizeiruf 110: Gestohlenes Glück (TV-Reihe)
- 2002: Schloss Einstein (TV-Serie, zwei Folgen)
- 2010: Orpheus
- 2011: Die Reise
- 2014: Verbotene Liebe
- 2014: Tatort: Der Maulwurf
- 2017: Ein starkes Team: Tod und Liebe
- 2019: SOKO Wismar (TV-Serie, Folge Der schöne Klaus)

## Synchronrollen (Auswahl)
Kevin Dunn
- 1999: Echoes – Stimmen aus der Zwischenwelt als Frank McCarthy
- 2006: Ein vollkommener Tag als Darren
- 2007: Transformers als Ron Witwicky
- 2009: Transformers – Die Rache als Ron Witwicky
- 2011: Transformers 3 als Ron Witwicky
- 2012–2017: Veep – Die Vizepräsidentin (Fernsehserie) als Ben Cafferty

Eugene Levy
- 1999: American Pie als Noah Levenstein
- 2002: Like Mike als Frank Bernard
- 2003: Dumm und Dümmerer als Direktor Collins
- 2005: Cool & Fool – Mein Partner mit der großen Schnauze als Andy Fiddler
- 2009: American Pie präsentiert: Das Buch der Liebe als Mr. Noah Levenstein

Gérard Jugnot
- 2002: Monsieur Batignole als Edmond Batignole
- 2004: Die Kinder des Monsieur Mathieu als Clément Mathieu
- 2008: Paris, Paris – Monsieur Pigoil auf dem Weg zum Glück als Pigoil
- 2011: Väter und andere Katastrophen als Gustave

Jim Broadbent
- 2008: Indiana Jones und das Königreich des Kristallschädels als Dekan Charles Stanforth
- 2012: Cloud Atlas als Captain Molyneux/Vyvyan Ayrs/Timothy Cavendish/Korean Musician/Prescient 2
- 2016: Legend of Tarzan als Premierminister
- 2017: Paddington 2 als Mr. Gruber

Michael McKean
- 1993: Die Coneheads als Gorman Seedling, INS Deputy Comissioner
- 1999: Tötet Mrs. Tingle! als Direktor Potter

Jon Lovitz
- 1994: North als Arthur Belt
- 1996: High School High als Richard Clark

Kelsey Grammer
- 1995–2008: Frasier (Fernsehserie) als Dr. Frasier Crane
- 2006: X-Men: Der letzte Widerstand als Dr. Hank McCoy/Beast

Stephen Root
- 1995: Bye Bye, Love als Nachbar
- 2008: Nur über ihre Leiche als Bildhauer/Engel

Stephen Fry
- 1996: Sturm in den Weiden als Richter
- 2014: Voll verzuckert als Stephen Fry

Tom Wilkinson
- 1998: Rush Hour als Thomas Griffin/Juntao
- 2011: Das Grüffelokind als Fuchs

J. K. Simmons
- 2000: Es begann im September als Dr. Tom Grandy
- 2013: JOBS – Die Erfolgsstory von Steve Jobs als Arthur Rock

Richard Jenkins
- 2009: Ein Sommer in New York – The Visitor als Prof. Walter Vale
- 2012: Liberal Arts als Prof. Peter Hoberg

Giancarlo Esposito
- 2009–2011: Breaking Bad (Fernsehserie) als Gustavo Fring
- 2017: Better Call Saul (Fernsehserie) als Gustavo Fring (1. Stimme)

### Filme
- 1977: Die Prinzessin auf der Erbse – Andrei Podoschjan als Prinz
- 1990: Stella – John Goodman als Ed Munn
- 1992: Tom & Jerry – Der Film – Sydney Lassick als Hundefänger #2
- 1993: Schindlers Liste – Shmuel Levy als Wilek Chilowicz
- 1993: Mrs. Doubtfire – Das stachelige Kindermädchen – Paul Guilfoyle als Chefkoch
- 1993: Bodyguard – Robert Wuhl als Oscars-Moderator
- 1998: Strafversetzt – Mord in Manhattan – Dabney Coleman als Lt. Kevin Stolper
- 1999: Willkommen in Freak City – David W. Thompson als Barkeeper Frank
- 2000: Digimon – Der Film – Neil Kaplan als Hawkmon/Halsemon
- 2000: Scary Movie – Kurt Fuller als Sheriff
- 2005: The Producers – Gary Beach als Roger DeBris
- 2005: Brokeback Mountain – Randy Quaid als Joe Aguirre
- 2006: Saw III – Barry Flatman als Richter Halden
- 2006: Der rosarote Panther – Steve Martin als Inspektor Jacques Clouseau
- 2007: Pirates of the Caribbean – Am Ende der Welt – Marcel Iureș als Capitaine Chevalle
- 2008: Love Vegas – Dennis Miller als Richter R. D. Whopper
- 2009: 2012 – John Billingsley als Professor West
- 2009: Alvin und die Chipmunks 2 – Bernard White als Daves Arzt
- 2010: Briefe an Julia – Oliver Platt als Editor Bobby
- 2011: Winnie Puuh – Craig Ferguson als Eule
- 2011: Happy New Year – John Lithgow als Ingrids Boss
- 2012: Asterix & Obelix – Im Auftrag Ihrer Majestät – Fabrice Luchini als Cäsar
- 2013: American Hustle – Anthony Zerbe als Senator Horton Mitchell
- 2014: Zauber einer Weihnachtsnacht – Richard Fitzpatrick als Ernie Pendleton
- 2017: Coco – Lebendiger als das Leben! – Alfonso Arau als Papá Julio

### Serien
- 1991–1992: Chip und Chap – Die Ritter des Rechts – Jim Cummings als Al Katzone
- 1996: Sonic the Hedgehog – Charlie Adler als Snively
- 1996–2002: Star Trek: Raumschiff Voyager – Robert Beltran als Commander Chakotay
- 1996–1997: Urmel als Zoodirektor Solmeyer
- 1998–1999: Die Tex Avery Show – Maurice LaMarche als Mooch
- 2002–2012: SpongeBob Schwammkopf – Tom Kenny als Harald Schwammkopf
- 2004–2005: Desperate Housewives – Sam Lloyd als Dr. Albert Goldfine
- 2006–2008: Neds ultimativer Schulwahnsinn – Don Creech als Mr. Sweeney
- 2013–2017: House of Cards – Reed Birney als Donald Blythe
- 2013–2017: Father Brown – Mark Williams als Father Brown
- 2014–2015: Homeland – Tracy Letts als Senator Andrew Lockhart

### Videospiele
- 2005: Madagascar als Maurice
- 2013: diverse Rollen in Batman: Arkham Origins
- 2014: Mittelerde: Mordors Schatten als Uruk
- 2014: Assassin’s Creed Rogue als Charles Dorian
- 2014: Assassin’s Creed Unity als Charles Dorian
- 2014: Dragon Age: Inquisition als Abelas
- 2015: Lego Dimensions als Lord Vortech
- 2015: Assassin’s Creed Syndicate als Benjamin Disraeli
- 2015: diverse Rollen in Batman: Arkham Knight

## Hörspiele (Auswahl)
- 1967: Finnisches Märchen: Knut Spelevink (Knut) – Regie: Christine van Santen (Kinderhörspiel – Litera)
- 1982: Walentin Rasputin: Matjora (Stimme) – Regie: Fritz Göhler (Hörspiel – Rundfunk der DDR)
- 1990: Paul Hengge: Ein Pflichtmandat – Regie: Robert Matejka (Hörspiel – RIAS Berlin)
- 2012: M.R. James: Gruselkabinett – Folge 71: Der Eschenbaum, Titania Medien, ISBN 978-3-7857-4720-9 (Hörspiel)
- 2021 (Audible): Lady Bedfort Folge 74: Lady Bedfort und Die Leiche aus dem Mittelalter